# Salamandre de Jefferson
Ambystoma jeffersonianum
Espèce
Synonymes
- Salamandra jeffersoniana Green, 1827
- Salamandra granulata Holbrook, 1842
- Ambystoma fuscum Hallowell, 1858
- Plethodon persimilis Gray, 1859

Statut de conservation UICN

 LC  : Préoccupation mineure
Ambystoma jeffersonianum, la Salamandre de Jefferson, est une espèce d'urodèles de la famille des Ambystomatidae. La salamandre de Jefferson ( Ambystoma jeffersonianum ) est une ambystome originaire du Nord-Est des États-Unis et du sud et du centre de Ontario. La salamandre de Jefferson a été nommée d'après le Collège Washington & Jefferson en Pennsylvanie en l'honneur de Thomas Jefferson, 3e président des États-Unis,.

## Répartition
Cette espèce se rencontre ;
- dans le nord-est des États-Unis au New Hampshire, au Vermont, au Massachusetts, au Connecticut, dans l'État de New York, au New Jersey, en Pennsylvanie, en Maryland, en Virginie, en Virginie-Occidentale, en Ohio, au Kentucky, en Indiana et en Illinois ;
- dans le sud-est du Canada dans le sud de l'Ontario.

## Habitat

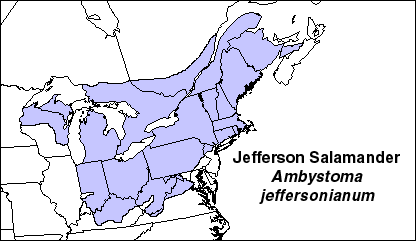
Aire de répartititon géographique de la salamandre de Jefferson

Les adultes ont tendance à se cacher sous les pierres ou les troncs d'arbre, ou dans les feuillages des sous-bois des forêts de feuillus. Ils sont habituellement introuvables dans les forêts de conifères probablement en raison du manque d'humidité de ce type de milieu. La plupart du temps, été comme hiver, on les retrouve enfouis sous terre. Ils doivent creuser leur terrier en dessous de la ligne de gel (environ 18 pouces) afin de survivre à des conditions hivernales dans les latitudes nordiques. On les rencontre souvent dans les sols sablonneux riches trouvés dans les forêts de feuillus des hautes terres ou parfois des forêts humides  de pruche.
Parce que les sites de reproduction sont généralement à proximité des terriers d'hivernage, la migration vers leur aire de reproduction est rapide, et se produit habituellement pendant ou immédiatement après une forte pluie. Les sites de reproduction qu'ils choisissent sont des étangs sans poissons ainsi que les mare, marais, lacs et cours d'eau peu profonds qui ne subsistent qu'une partie de l'année lors de la fonte des neiges au printemps dans les latitudes nordiques. Certains de ces sites de reproduction peuvent être parfois distant des centaines de (mètres) loin de leur terrier.
La salamandre de Jefferson est l'un des premiers amphibiens à émerger au printemps à la limite nord de leur aire de répartition, dans le sud de l'Ontario alors que le sol est encore partiellement gelé. Les mâles migrent d'abord. Suivent ensuite les femelles peu de temps après. Ces salamandres ont de petits pores sur leurs têtes qui exsudent un liquide blanchâtre quand ils sont manipulés, ce qui suggère qu'ils peuvent laisser une trace odorante pendant la migration. Ambystoma jeffersonianum est souvent observée dans le même habitat que la salamandre maculée.

## Description
Ambystoma jeffersonianum mesure de 120 à 210 mm. Son dos est généralement gris foncé, brun ou noir. Certains individus présentent des taches argentées ou bleues sur leurs flancs. Elle est généralement de couleur gris foncé, brun, ou noir sur sa face dorsale, mais un briquet . ombre sur son antérieure Certains individus peuvent aussi avoir des taches bleues ou argentées sur leurs flancs; la zone autour de l'évent est généralement grise. Ces salamandres sont minces, avec un nez large et de longs orteils distinctifs, et varient en taille de 11 à 18 cm. Comme d'autres salamandres fouisseuses, la salamandre de Jefferson dispose de poumons adaptés à cet effet. Caractérisée par un mode de vie nocturne, elles peuvent être repérées le jour pendant la saison de la reproduction qui a lieu au début du printemps, après la fonte des neiges.

## Étymologie
Cette espèce est nommée en l'honneur de Thomas Jefferson.

## Taxinomie
Salamandra granulata et Ambystoma fuscum ont été placées en synonymie avec Ambystoma jeffersonianum par Cope en 1868 et Plethodon persimilis par Noble en 1926.
Amblystoma platineum et Ambystoma tremblayi sont des hybrides Ambystoma laterale x Ambystoma jeffersonianum.

## Reproduction
Les œufs sont pondus dans des petites agglomérations attachées à des brindilles submergées ou autre support naturel au bord d'un étang. Les pontes peuvent contenir de 5 à 60 œufs, pour une moyenne d'environ 30 œufs. L'âge auquel les individus commencent à se reproduire, et la fréquence avec laquelle ils se reproduisent, sont inconnus; On estime que les femelles se reproduisent à 22 mois, et les mâles, à 34 mois. Les œufs se développent rapidement, et peuvent éclore dans les 15 jours. Les larves restent dans l'étang de deux à quatre mois, période au cours de laquelle ils atteignent entre 3 et 8 fois la taille qu'ils ont à leur éclosion.  La salamandre de Jefferson est maintenant connue pour ne pas se reproduire en laboratoire avec la salamandre à points bleus. La salamandre argentée et la salamandre de Tremblay sont maintenant connues par des tests génétiques pour être des femelles polyploïdes (seulement 2 % des mâles survivent et sont stériles). Ces individus possèdent le plus souvent deux exemplaires de chaque chromosome de la salamandre de Jefferson et un exemplaire de chaque chromosome de la salamandre à points bleus.

## Alimentation
Les larves sont carnivores, consommant généralement des invertébrés aquatiques . Un approvisionnement alimentaire insuffisant peut entraîner un comportement de cannibalisme. Les adultes sont également carnivores, se nourrissant d'une variété de petits invertébrés.

## Statut
La salamandre de Jefferson est une espèce moins préoccupante à l'échelle mondiale, mais son habitat est menacé dans certaines parties de sa gamme. En Ontario, elle a été classée comme une espèce menacée depuis le 11 juin 2011, et partout au Canada, elle est désignée comme une espèce menacée. Le gouvernement de l'Ontario a désigné l'espèce comme un amphibien spécialement protégé de sorte à assurer la protection de cette espèce et de son habitat sur le territoire de cette province.

## Publication originale
- Green, 1827 : An account of some new species of salamanders. Contributions of the Maclurian Lyceum to the Arts and Sciences, vol. 1, p. 3-8 (texte intégral).